# Djurasjön (Torpa socken, Småland)
Djurasjön är en sjö i Ljungby kommun i Småland och ingår i Lagans huvudavrinningsområde.